# Cuadernos de Fútbol
Cuadernos de Fútbol es una revista digital española especializada en historia de fútbol publicada desde el año 2009.

## Características
Esta publicación es la revista oficial publicada por el Centro de Investigaciones de Historia y Estadística del Fútbol Español, (CIHEFE) en que se publican artículos principalmente relacionados con las historia del fútbol nacional. Sin embargo, también se pueden encontrar artículos sobre fútbol extranjero o de otros deportes.
Fundada por Félix Martialay, Víctor Martínez Patón y Eugenio Llamas, el primer número salió publicado el 13 de julio de 2009.
La revista ha contado con los siguientes directores: 
- Félix Martialay, en julio de 2009 (n.º 1).
- Víctor Martínez Patón, desde septiembre de 2009 hasta diciembre de 2013 (n.º 2-49).
- Fernando Arrechea Rivas, desde enero de 2014 hasta diciembre de 2016 (n.º 50-82).
- Alberto Díaz Gutiérrez, desde enero de 2017 hasta septiembre de 2019 (n.º 83-112).
- Fernando Arrechea Rivas, desde octubre de 2019 hasta diciembre de 2022 (n.º 113-148).
- Víctor Martínez Patón, desde enero de 2023 (n.º 149-).